# Rumex evenkiensis
Rumex evenkiensis är en slideväxtart som beskrevs av Elisar'eva. Rumex evenkiensis ingår i släktet skräppor, och familjen slideväxter. Inga underarter finns listade i Catalogue of Life.